# Gruppenbild mit Dame (filme)
Gruppenbild mit Dame é um filme franco-alemão de 1976, do gênero drama de guerra, escrito e dirigido por Aleksandar Petrovic, baseado no livro homônimo de Heinrich Böll.

## Sinopse
De 1936 a 1966, trinta anos de vida tumultuada de Leni Gruyten, através da Alemanha nazista e da Segunda Guerra Mundial.

## Elenco
- Romy Schneider.... Leni Gruyten
- Brad Dourif.... Boris Koltowski
- Michel Galabru.... Walter Pelzer
- Vadim Glowna.... Erhard Schweigert
- Richard Münch.... Hubert Gruyten
- Vitus Zeplichal.... Heinrich Gruyten
- Milena Dravic.... irmã Clémentine
- Rüdiger Vogler.... Boldig
- Fritz Schündler.... doutor Scholsdorff
- Bata Zivojinovic.... Bogakoff
- Gefion Helmke.... senhora Sweigert
- Wolfgang Condrus.... Fremp
- Peter Kern.... Werner Hoyser
- Dieter Schidor.... Kurt Hoyser
- Isolde Barth.... Lotte Hoyser